# 올림픽 팔레스타인 선수단
팔레스타인은 1996년 애틀랜타 올림픽에 처음 참가한 이래 모든 하계 올림픽 대회에 참가해오고 있다. 동계 올림픽에는 참가한 적이 없으며, 메달 획득 기록도 없다.
팔레스타인은 1986년 아시아 올림픽 평의회 (OCA)의 회원국이 되었으며 1995년 국제올림픽위원회 (IOC)에 가입하여 올림픽 출전권이 열렸다.

## 메달 기록

### 하계 올림픽
| 대회                  | 선수      | 금메달 | 은메달 | 동메 | 총합 | 순위 |
| 1996년 애틀랜타       | 2         | 0      | 0      | 0    | 0    | –    |
| 2000년 시드니         | 2         | 0      | 0      | 0    | 0    | 71   |
| 2004년 아테네         | 3         | 0      | 0      | 0    | 0    | –    |
| 2008년 베이징         | 4         | 0      | 0      | 0    | 0    | –    |
| 2012년 런던           | 5         | 0      | 0      | 0    | 0    | –    |
| 2016년 리우데자네이루 | 6         | 0      | 0      | 0    | 0    | –    |
| 2020년 도쿄           | 5         | 0      | 0      | 0    | 0    | –    |
| 2024년 파리           | 개최 예정 |        |        |      |      |      |
| 2028년 로스앤젤레스   | 개최 예정 |        |        |      |      |      |
| 2032년 브리즈번       | 개최 예정 |        |        |      |      |      |
| 총합                  | 총합      | 0      | 0      | 0    | 0    | –    |

## 같이 보기
- 팔레스타인의 올림픽 기수 목록
- 패럴림픽 팔레스타인 선수단
- 아시안 게임 팔레스타인 선수단